# Cambridge (Ohio)
Cambridge – miasto w Stanach Zjednoczonych, w stanie Ohio.
Liczba mieszkańców w 2000 roku wynosiła 11 539.

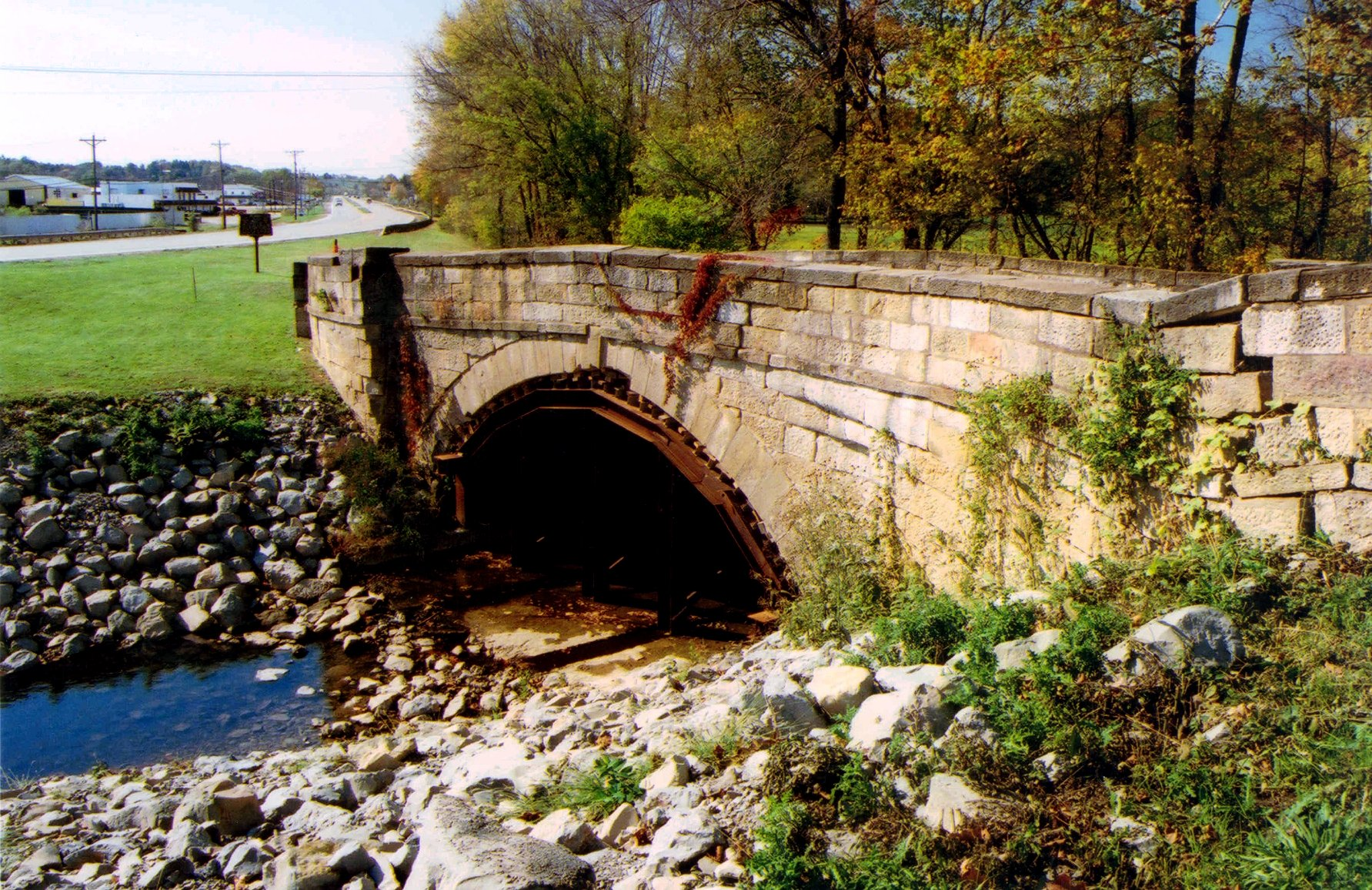
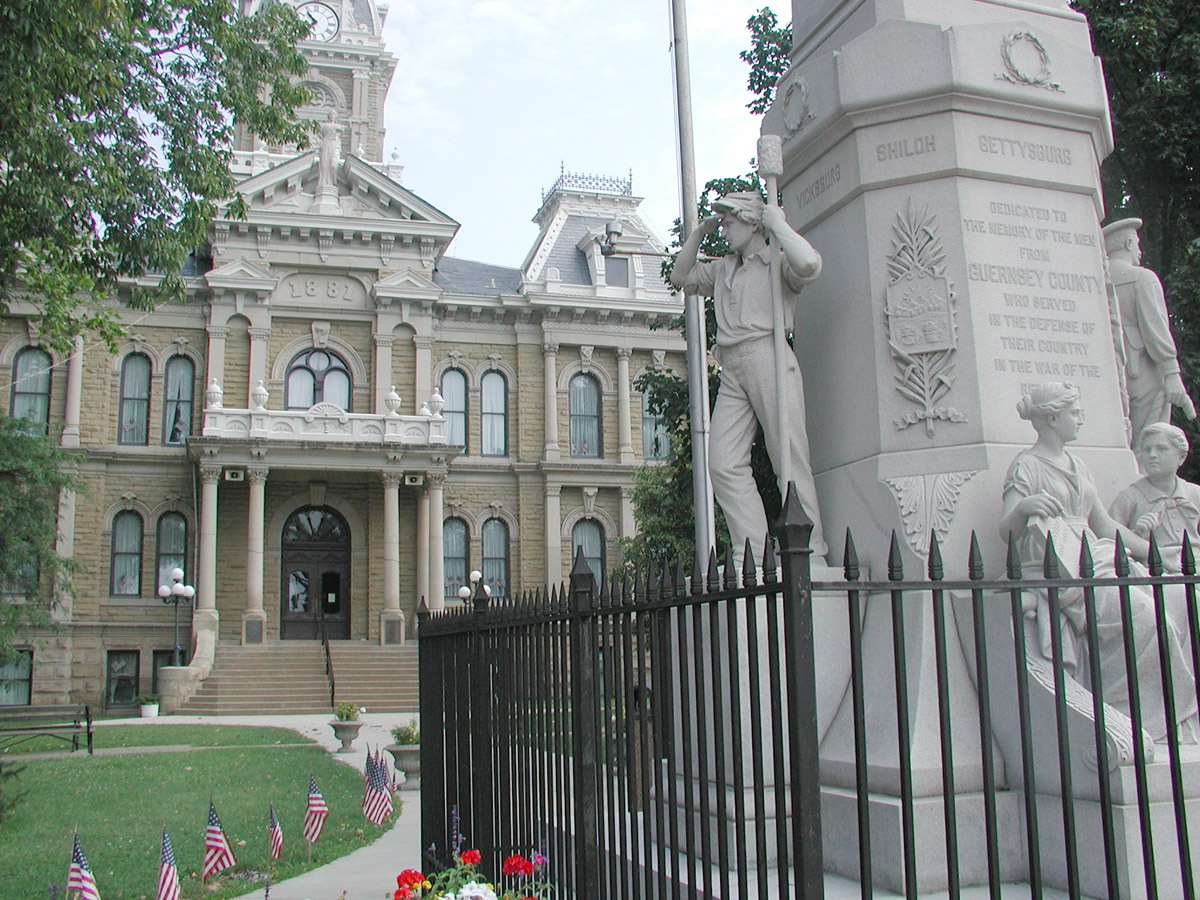